# Thor Dresler
Thor Dresler er en tidligere dansk ishockeyspiller. Han er født 10. marts 1979 i Herlev. Han har siden sæsonen 1998/99 spillet professionelt ishockey i følgende danske klubber: Herlev, Hvidovre Ligahockey, Herning Blue Fox og Odense Bulldogs. Har endvidere spillet 3 år i svensk ishockey i Gislaved SK, Troja-Ljungby og Arboga.
Han har vundet sølv og bronze med Herning Bluefox. Han har været holdkaptajn for Herning, Hvidovre og Herlev samt 1 enkelt kamp for Landsholdet.
Han var med til at vinde VM i B-gruppen i 2001/02 og dermed sikre oprykning til A-gruppen. Han har spillet med i 10 VM slutrunder og har i alt spillet 186 landskampe for Danmark. Han spillede sin allersidste ishockeykamp i Danmarks sidste kamp d. 14.maj 2013 ved VM i Globen i Sverige. Ikke alle får lov at spille afskedskamp i en fuldsat Globe Arena med bl.a. den svenske kongefamilie på plads samt direkte world wide TV transmission.
Efter spillerkarrieren fulgte bl.a. 5 år som ass.coach i Esbjerg (2 guld) samt trænergerninger i Rødovre og Rungsted.